# Simon Käsbauer
Simon Käsbauer (* 18. Dezember 1994 in Regensburg) ist ein deutscher Schlager/Volksmusiksänger und Physiotherapeut.

## Leben
Simon Käsbauer wurde in Regensburg geboren, wo er als jüngstes von drei Kindern aufwuchs.
Im Alter von 10 Jahren trat der Sänger dem Musikgymnasium der Regensburger Domspatzen bei, wo er sich nach kurzer Zeit im Konzertchor des renommierten Knabenchores wiederfand.
Neben einer ausgiebigen Stimmbildung erlernte der Domspatz mehrere Instrumente, darunter Klavier, Gitarre und Schlagzeug.
Im Laufe seiner Gesangsausbildung trat Käsbauer als Sopran-Solist europaweit im Zuge diverser Konzertreisen mit den Regensburger Domspatzen auf. Nach seinem Stimmbruch wurde er als Bass erneut in den Konzertchor der Regensburger Domspatzen unter Leitung von Domkapellmeister Roland Büchner aufgenommen.
Nach Abschluss seiner gymnasialen Laufbahn verbrachte der damals 19-jährige ein Jahr im Ausland, um im Anschluss direkt einem Ensemble ehemaliger Domspatzen – dem Renner-Ensemble – beizutreten, wo er nach seiner Schulzeit zum ersten Mal auf Stephan Schlögl traf, welcher später seinen Weg zu den Stimmen der Berge ebnen sollte.
Nebenbei begann Käsbauer 2015 in Regensburg eine Ausbildung zum Physiotherapeuten, welche er 2018 erfolgreich beendete.
Im Mai 2016 holten die Stimmen der Berge Simon Käsbauer als Ersatz für den aus privaten Gründen ausgeschiedenen Stefan Hofmeister.
Seither ist der Bass mit dem Quintett in Deutschland, Österreich, Tschechien und den Niederlanden unterwegs.
Bei ihren Tourneen sowie im deutschen Fernsehen traten sie gemeinsam mit Künstlern wie Stefan Mross, Stefanie Hertel, Patrick Lindner, Oswald Sattler, den Ladinern uvm. auf.
Seit 2016 veröffentlichte Simon Käsbauer mit den Stimmen der Berge sechs Alben, welche stets in den deutschen Albumcharts zu finden waren.
Die fünf ehemaligen Domspatzen sind seit 2017 mit der täglichen Fernsehsendung "Singen macht Glücklich" im Deutschen Musikfernsehen vertreten, sowie in diversen Sendungen im öffentlich-rechtlichen Fernsehen (z. B. "Immer wieder sonntags" – ARD) zu sehen.

## Diskografie

### Alben
- 03/2016 Wenn die Sonne erwacht in den Bergen
- 09/2016 Im Namen des Vaters
- 01/2017 Das Beste – Stimmen der Berge
- 08/2017 Italienische Sehnsucht
- 11/2017 Weihnachten bei Uns Zuhaus
- 03/2019 Deutsches Gold

### Singles
- 11/2016 Ewige Liebe